# Dolmens de la Vitarelle
Les quatre dolmens de Vitarelle, numérotés de 1 à 4, sont situés sur les communes de Muret-le-Château (dolmens n°1 à 3) et Salles-la-Source (dolmen n°4), dans le département de l'Aveyron en France.
Le dolmen de la Vitarelle n°3 est inscrit au titre des monuments historiques en 1998.